# George Bisan
George Bisan (* 30. Januar 1992) ist ein nigerianischer Fußballspieler.

## Karriere
George Bisan stand bis Mitte 2013 bei Boeung Ket Angkor in der kambodschanischen Provinz Kampong Cham unter Vertrag. Wo er vorher gespielt hat, ist unbekannt. Der Verein spielte in der ersten Liga des Landes, der Cambodian League. Für den Verein schoss er 18 Tore in der ersten Liga. Im Juli 2013 wechselte er zum Ligakonkurrenten Phnom Penh Crown nach Phnom Penh. 2014 und 2015 feierte er mit Crown die kambodschanische Meisterschaft. Für Phnom Penh schoss er mindestens 44 Erstligatore. 2016 verließ er Kambodscha und ging nach Vietnam. Hier schloss er sich dem Erstligisten CLB Than Quảng Ninh an. Der Verein aus Cẩm Phả spielte in der ersten Liga, der V.League 1. Mit Than Quảng Ninh gewann er 2016 den vietnamesischen Pokal und den vietnamesischen Super Cup (Thaco Cup). Das Pokalendspiel gegen den Hà Nội FC gewann man im Elfmeterschießen, das Spiel im Thaco Cup gegen Hà Nội FC gewann man ebenfalls im Elfmeterschießen. Neunmal stand er für Than Quang Ninh in der ersten Liga auf dem Spielfeld. 2017 kehrte er nach Kambodscha zurück. Hier verpflichtete ihn Asia Euro United aus der Provinz Kandal. Für United traf er bis Mitte 2017 dreimal ins Tor. Mitte 2017 wechselte er für den Rest des Jahres zu Preah Khan Reach Svay Rieng nach Svay Rieng. Mit Svay Rieng gewann er 2017 den Hun Sen Cup. Das Endspiel gegen den Nagaworld FC gewann man mit 3:0. Der Hauptstadtverein Nagaworld FC nahm ihn die Saison 2018 unter Vertrag. Für Nagaworld schoss er 28 Tore und wurde Torschützenkönig der Liga. 2019 unterschrieb er einen Vertrag beim Erstligisten National Defense Ministry FC. Hier stand er bis Ende Februar 2020 unter Vertrag.
Seit 1. März 2020 ist er vertrags- und vereinslos.

## Erfolge
Phnom Penh Crown
- Cambodian League: 2014, 2015

CLB Than Quảng Ninh
- Vietnamesischer Pokal: 2016
- Thaco Cup: 2016

Preah Khan Reach Svay Rieng
- Hun Sen Cup: 2017

## Auszeichnungen
- Cambodian League: Torschützenkönig 2018 (28 Tore/Nagaworld FC)